# 拡張弾頭

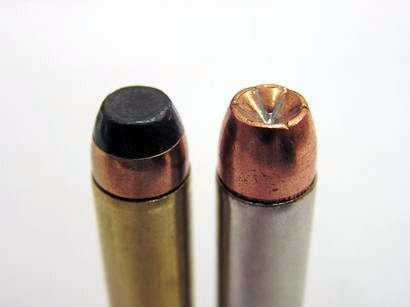
代表的な拡張弾頭であるソフトポイント弾（左）とホローポイント弾（右）仕様の.357マグナム弾。ソフトポイント弾は弾頭に被覆がなく、ホローポイント弾は弾頭に凹みがあることがわかる。

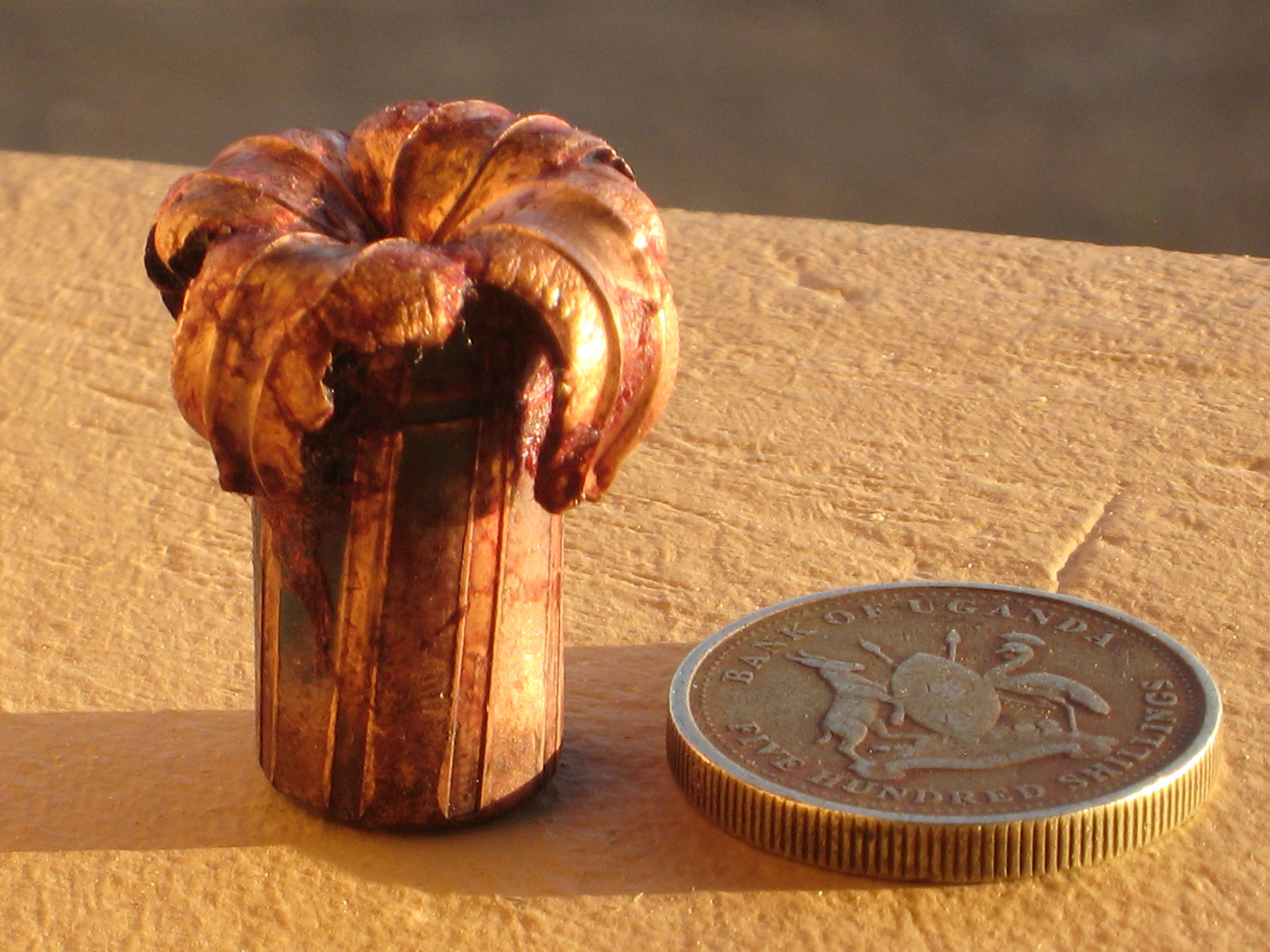
アフリカスイギュウを仕留めて、変形した.458狩猟用弾丸の写真。キノコ状に変形し、直径が大きくなっていることがわかる。

拡張弾頭（かくちょうだんとう）またはエクスパンディング弾（エクスパンディングだん、Expanding bullets）は、着弾時の衝撃によって変形し、直径が拡張（扁平）するように設計された弾丸。通称のダムダム弾（ダムダムだん、dumdum bullets）の名前でよく知られる。弾丸は貫通するよりも、標的の内部に留まった方が殺傷力が増すことに着目し、着弾時に弾丸が扁平することで標的内部に留まることを狙ったものである。19世紀後半にイギリスで開発され、その効果が広く認められて軍に採用されたが、非人道的として1899年の万国平和会議において締約国同士の国際戦争での使用は禁止された（ダムダム弾禁止宣言）。現在では一般に戦争や紛争で使用することは禁じられているが、ソフトポイント弾やホローポイント弾として、狩猟や警察の現場などではよく用いられている。
よく知られる「ダムダム弾」という通称名は、英領インド軍のダムダム工廠で発明されたことにちなむ。しかし、初期の設計案は却下され、実用されたのはイギリス本国で設計されたものであった。「ダムダム弾」という名称は厳密には、この当時に製造された.303ブリティッシュ弾の拡張弾頭タイプのもののみを指す。
なお、ダムダム弾禁止宣言及び国際刑事裁判所に関するローマ規程では、「人体において容易に展開し、又は扁平となる弾丸」と定義される。

## 機能と使用用途

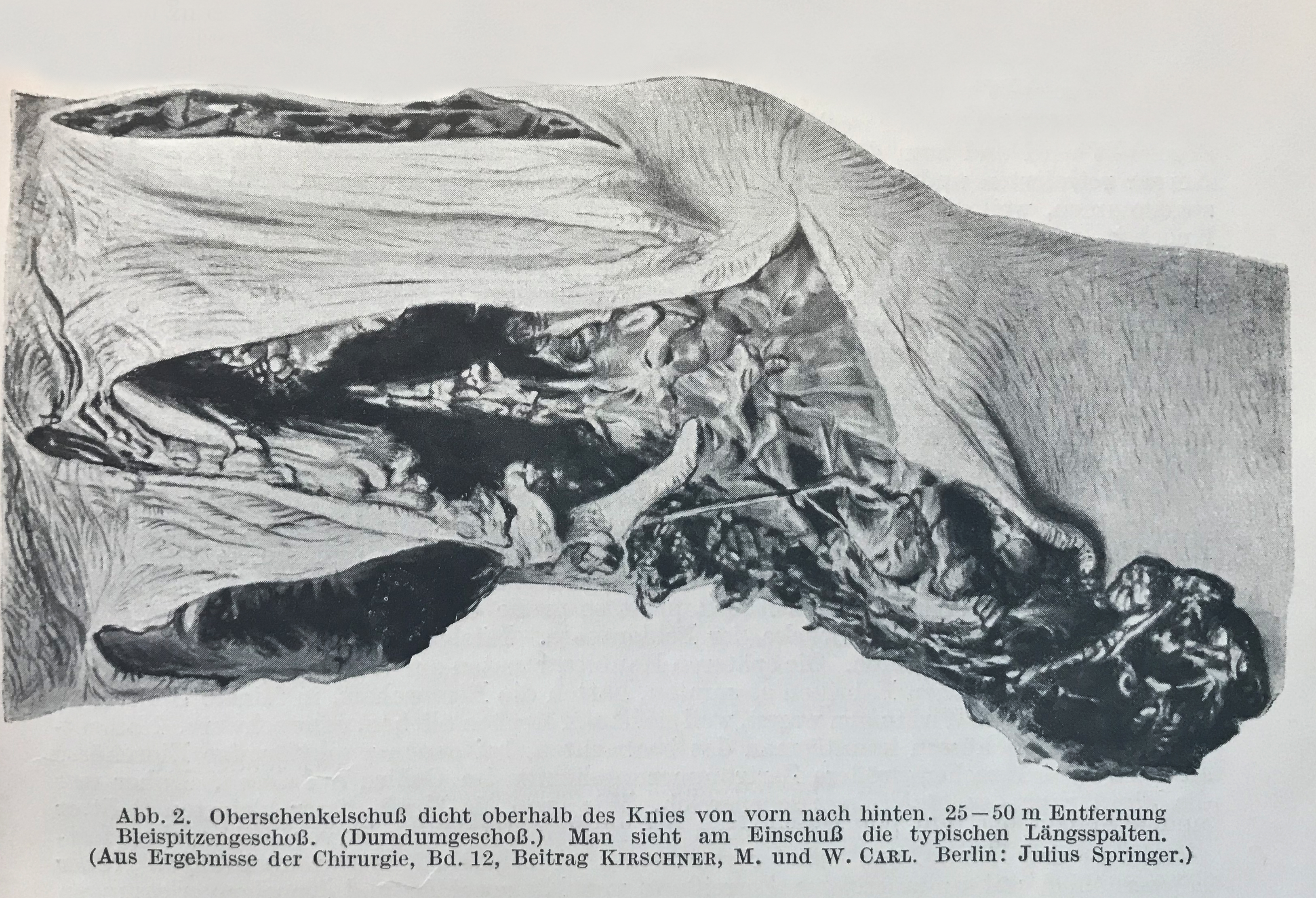
拡張弾頭によって負傷した脚部の絵。

拡張弾頭（ダムダム弾）は、着弾時の衝撃で形が変形して直径が拡張する（扁平になる）ように設計された弾丸であり、時に直径が2倍になることもある。
この効果によって弾丸は標的の体内に留まりやすくなり、貫通するよりも運動エネルギーが伝わることで、より大きな裂傷をもたらす。その結果、殺傷力が増し、標的を素早く仕留める効果が見込め、狩猟でよく用いられる。
変形する仕組みの違いによってソフトポイント弾やホローポイント弾に分けられる。また、貫通力と拡張性は着弾時の速度にも依存し、初速（銃口速度）が異なる銃器に対応するため、多くの種類がある。
例えば中型や大型の獲物を標的とする場合には、厚い表皮への貫通力も必要となるため、変形を一定に抑えて貫通力を維持するよう設計される。
拡張弾頭は標的を貫通する可能性が低く、貫通しても速度が落ちている。このため、標的の近くにいる者が偶発的に被弾し、負傷するリスクを減らすことができる。この理由から、警察といった法執行機関で拡張弾頭が用いられる。
この場合でもフロントガラスや厚手の衣服など、一定の貫通力は必要であるし、防弾チョッキや重装備への貫通性能は低くなる。

## ダムダム弾の由来

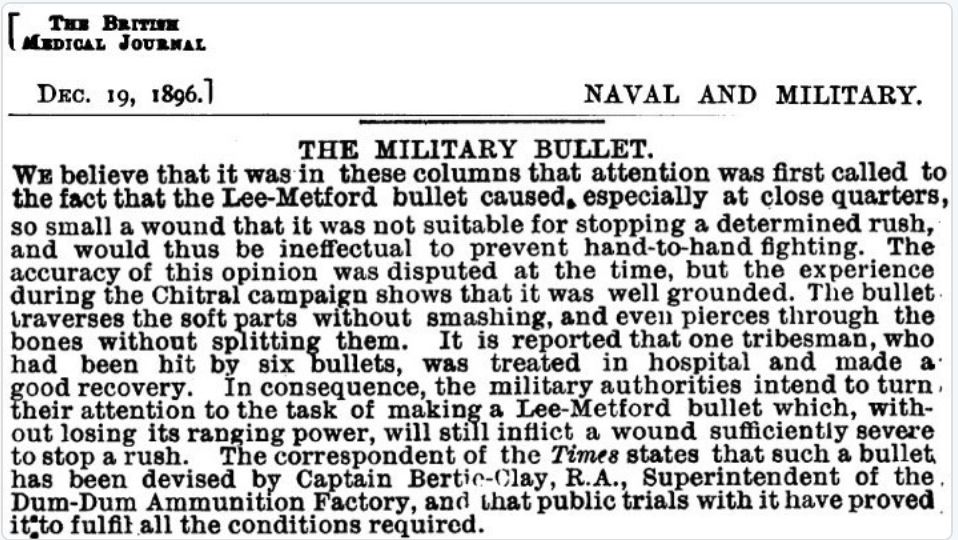
ブリティッシュ・メディカル・ジャーナルに掲載されたバーティ・クレイ大尉による、新しいタイプの弾丸の解説文（British Medical Journal 1896;2:1810）。

「ダムダム弾」という通称名は、初期に英領インドのカルカッタ近郊にあったダムダム工廠で発明されたことにちなむ。
この工廠では.303ブリティッシュ弾の規格として企画されたが、ソフトポイント弾やホローポイント弾仕様の設計を含んでいくつか種類があった。しかし、ダムダム工廠で製造されたものが最初の拡張弾頭だったわけではない。むしろ、1870年代半ばには速射猟銃において表皮が薄い獲物に対する狩猟では一般的に用いられていた（後述）。
軍用弾丸としても.303ブリティッシュ弾が最初だったわけではなく、より古い.577スナイドル弾は中央が空洞になっており、厄介な銃創を与えることで知られていた。
専門的には初期の.303ブリティッシュ弾の規格（Mark3/4/5）以外の拡張弾頭に、ダムダム弾の名称を用いるのは俗語とみなされている。
製造業者は様々な種類の拡張弾頭の特殊な構造を説明するために多くの用語が使用されるが、ほとんどはソフトポイント弾やホローポイント弾のカテゴリに分類する。変形すること自体を「マッシュルーミング」（mushrooming、キノコ化）と呼ぶこともある。
初期には1892年のニューヨーク・タイムズで紹介されたツイーディ将軍による「マッシュルーム弾」（mushroom bullet、キノコ弾）という名前でも知られていた。

## 歴史

### 弾丸の前史
初期の弾丸は純鉛製で球体であった。鉛は柔らかく、標的に当たると容易に変形し、体内に留まりやすかった（貫通しにくかった）。その後、ライフリングの開発によって弾丸は細長い形に変化したが、依然として素材は鉛であり、着弾時に垂直に潰れることで直径が2倍ほどに変化（扁平）することはよくあった。これらはあくまで素材の副作用であり、最初から着弾時に拡張することを狙って設計されたものではなかった。
19世紀後半、コルダイトとニトロセルロースなどを主体とした無煙火薬が発明され、それまでの黒色火薬に取って代わった。爆発力に勝る無煙火薬は初速（銃口速度）を引き上げ、弾道はより直線的になり、命中精度を高めた。さらに反動を抑えるために、弾丸を小さくする改良が加えられ、口径は小さく、かつ、軽量化されていった。また、圧力と速度の上昇によって銃口に溶けた鉛が付着する問題が生じたが、これは鉛の弾丸を硬い合金（ギルディング・メタル）で被覆するフルメタル・ジャケットの発明で対応された。
しかし、こうした硬い小口径の弾丸は、貫通力が高いがために、かつての柔らかい大口径の弾丸よりも殺傷力が低いことがすぐに判明した。

### ダムダム弾の発明
英領インド軍のダムダム工廠は、かえって殺傷力が弱まった弾丸への解決策を発見した。最初のものは、弾頭から被覆を取り除いたソフトポイント弾であった。しかし、この当時主流の.303ブリティッシュ弾のフルメタル・ジャケット弾であるMark 2のギルディング・メタルは底部までは覆っておらず、その結果、ソフトポイント弾では銃身内で被覆部が剥がれ、銃口に残ることがあるという問題が生じた。この結果、ダムダム工廠の設計案は不採用となった。その後、底部まで覆うホローポイント弾形式のMark 3及び、Mark 4（1897年）、Mark 5（1899年）が開発されることとなったが、これらはイギリス本国で製造された。しかしながら、既に「ダムダム弾」という通称名は広く通用しており、ダムダム工廠に関係なく拡張弾頭の代名詞となっていた。
この形式の弾丸の弾丸直径は.312インチ（7.92mm）であったが、着弾時の衝撃でかなり大きな直径に広がり、通常のフルメタル・ジャケット弾よりも大きな直径の傷を負わせることができた。
1898年のオムダーマンの戦いではMark 4が初使用され、大きな戦果を挙げた。これを受けて、当時標準であったMark 2タイプを支給されていたイギリス兵たちは、自分たちで弾頭部の被覆を剥がして即席のダムダム弾を作り出し、用いた。

### ダムダム弾以前の拡張弾頭

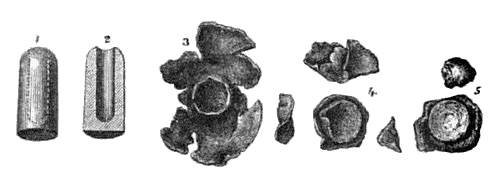
速射猟銃で用いられていたホローポイント弾の図面（1870年）。1、2が発射前のものを示し、3，4，5が獲物から回収された状態を示している。特に3において銃弾が拡張（扁平）していることがわかる。

着弾時に弾頭部が拡大する効果を持つように設計された弾丸はダムダム弾が最初ではなく、19世紀半ばに開発された、速射猟銃用のものがあった。この銃は、黒色火薬を用いてより速い発射速度を実現するために火薬量の増量など様々な工夫がなされていた。その1つが弾丸の軽量化であり、先頭部に穿孔を設け、中心部を空洞にしたものであった。これは最初のホローポイント弾であり、速度を上げると共に着弾時に変形して広がるという副次効果を見せた。
こうした弾丸は表皮が薄い標的には効果的であったが、表皮が厚い大型動物の場合には当たっても弾丸が単に砕けて弾けてしまった。そこで一定の貫通力も必要となり、ここで用いられた解決策の1つが「十字形拡張弾頭」（cruciform expanding bullet）であった。これは先頭に十字形の切り込みを入れるというもので、着弾時の拡張は切り込みの深さに準じるがゆえに制御しやすく、制御式拡張弾頭の最初の例となった。

### ダムダム弾禁止宣言
1898年、ドイツ政府はMark 4による負傷は過剰で非人道的であり、戦争法に違反すると抗議した。ただ、この時のドイツの論拠は、.303ブリティッシュ弾とそれ以前に用いられていた大口径の.577/450マルティニ・ヘンリー弾との比較結果ではなく、速射型のスポーツ用ライフルで用いられる拡張弾頭と非拡張弾頭の比較結果であった。
ブリティッシュ弾とマルティニ・ヘンリー弾の着弾時のエネルギーはほぼ同じなため、実戦においては、ブリティッシュ弾規格の拡張弾頭よりも、鉛製で大口径であるマルティニ・ヘンリー弾の方が負傷の度合いは大きかった。
それにもかかわらず、ドイツの抗議は効果的であり、1899年の第1回万国平和会議では、イギリスとアメリカを除く、各国代表者の大多数が拡張弾頭の使用を禁止する共同提案を行った。イギリス代表のサー・ジョン・アーダは、拠点防衛において、相手が文明人であれば従来の弾丸による負傷でも救護が行われることで攻撃側の圧力を軽減できるが、原住民相手の場合、多少の傷では無視して突撃してくるため、身を守るためには拡張弾頭が必要であると熱弁を振るった。しかし、アメリカを除く他の代表者たちは納得せず、結局、評決では22対2で拡張弾頭の使用が禁止されることが決まった（ダムダム弾禁止宣言）。
これを受けてイギリスは支給済みのホローポイント弾を新しいフルメタル・ジャケット弾に交換し、余った拡張弾頭は射撃練習に用いた。
実際に拡張弾頭が関わった戦争犯罪の例としては、1941年8月にジトミールにおいて、ドイツ軍がソ連人捕虜を殺害した事件がある。

### 禁止宣言後

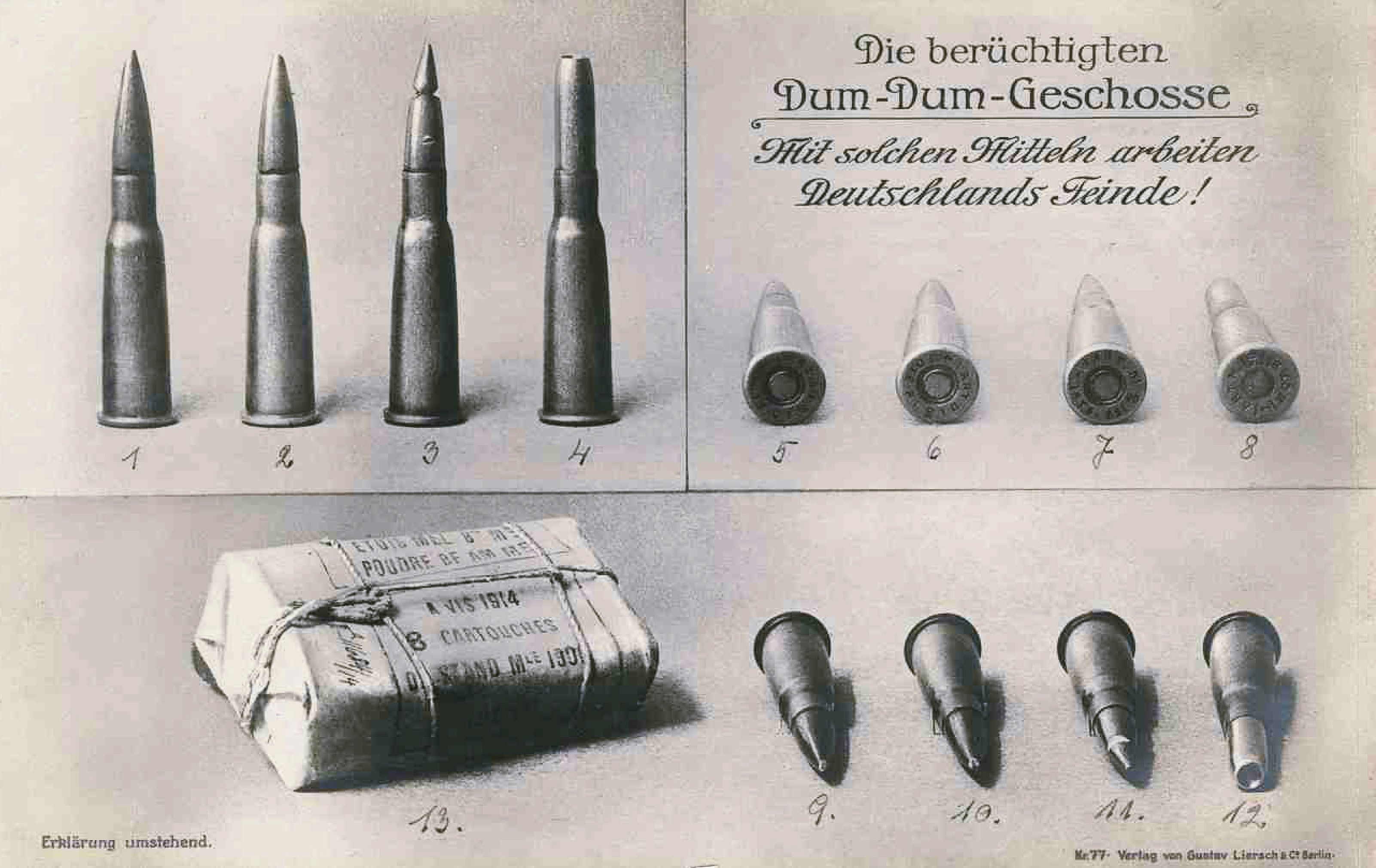
第一次世界大戦で作られたドイツのプロバガンダ広告。フランス軍が悪名高いダムダム弾を使用していると批難している（1916年頃）。

ダムダム弾禁止宣言の本文には「締盟国中の2国又は数国の間に戦を開きたる場合に限り締盟国は本宣言を遵守する義務があるものとする」とあり、長らくこの宣言の効力は締約国同士の国際武力紛争のみに適用されると解されてきた。ただ、赤十字国際委員会は、国際慣習法によって現在ではあらゆる武力紛争に適用されると述べている。
この主張にはアメリカが異議を唱えており、明確な軍事的必要性がある場合に限って拡張弾頭の使用は合法であるとしている。
2010年、国際刑事裁判所（ICC）のローマ規程検討会議が開かれ、国際刑事裁判所に関するローマ規程の第8条に、非国際武力紛争においても拡張弾頭の使用が戦争犯罪となる条項が追加された。
禁止宣言はあくまで国際紛争にのみ適用されるため、国内法で禁止されていない限り、他の状況で用いることは合法である。例えば狩猟において、獲物の逸失を防いだり、苦しまずに殺す目的で、素早く仕留めるために用いることはよくある。あるいは法執行機関が、さらなる人命損失を防ぐために攻撃者を素早く無力化したい場合、または犯人を貫通した弾丸による周囲の人物への巻き添えによる被害を抑える必要がある場合に、拡張弾頭を用いることがある。